# Нојзидл на Језеру
Нојзидл на Језеру, раније познат и као Нежидер (мађ. Nezsider, хрв. Niuzalj) град је у источној Аустрији, у покрајини Бургенланд и седиште је истоименог округа.
Град је последњих деценија постао важно туристичко одредиште на Нежидерском језеру.
Овде је у Првом светском рату постојао логор у ком је пострадало више хиљада Срба.

## Природне одлике
Град се налази 15 km западно од државне границе са Мађарском и 52 км југоисточно од Беча, на северној обали језера Нежидер. Надморска висина града је око 133 метра.

## Становништво
| 1971. | 1981. | 1991. | 2001. | 2011. |
| ----- | ----- | ----- | ----- | ----- |
| 3.999 | 4.122 | 4.675 | 5.584 | 7.005 |

Град има нешто мање од 7.000 становника. Последњих деценија број становника града се нагло повећава као последица отварања границе према истоку.

## Галерија
- Градска римокатоличка црква
- Игралиште на залеђеном језеру
- Рушевине Табора
- Стуб св. Тројице